# 国民参政会参政员
国民参政会参政员是1938年至1948年间国民参政会的组成人员。根据《国民参政会组织条例》规定，参政员分别由国防最高会议、各省市政府及國民黨省市党部联席会议、蒙藏委员会、侨务委员会提名，再由国民党中央决定。国民参政会参政员共有四届，初次公布的人数分别为200名、240名、240名、290名。

## 名單

### 第一届（1938年6月20日公布）
甲、依照国民参政会组织条例第三条甲项遴选者
- 江苏省四名：张一麐、顾子扬、冷遹、江恒源
- 浙江省四名：褚辅成、陈其业、陈希豪、周炳琳
- 安徽省四名：常恒芳、光昇、梅光迪、陶行知
- 江西省四名：李中襄、王造时、王冠英、王又庸
- 湖北省四名：孔庚、喻育之、黄建中、陈时
- 湖南省四名：胡元倓、仇鳌、许孝炎、杨端六
- 四川省四名：邵从恩、谢健、张澜、胡景伊
- 河北省四名：耿毅、王葆真、张伯谨、王啓江
- 山东省四名：王近信、孟庆棠、王仲裕、张竹溪
- 河南省四名：杜秀升、胡石青、王幼侨、马乘风
- 广东省四名：伍智梅、黄元彬、李仙根、杨子毅
- 山西省三名：李鸿文、韩克温、梁上栋
- 陕西省三名：茹欲立、李元鼎、郭英夫
- 福建省三名：胡兆祥、秦望山、宋渊源
- 广西省三名：林虎、黄同仇、陈锡珖
- 云南省三名：李培炎、陇体要、羅　衡
- 贵州省三名：王亚明、黄宇人、吴绪华
- 甘肃省二名：喇世俊、骆力学
- 绥远省二名：潘秀仁、荣照
- 新疆省二名：张元夫、麦斯武德
- 青海省一名：李洽
- 西康省一名：姚仲良
- 宁夏省一名：周士观
- 西京市一名：田毅安
- 察哈尔省二名：席振铎、马亮
- 辽宁省二名：孙佩苍、张振鹭
- 吉林省二名：莫德惠、王家桢
- 南京市二名：陈裕光、卢前
- 上海市二名：王志莘、陶百川
- 北平市二名：陶孟和、陈石泉
- 黑龙江省一名：于明洲
- 热河省一名：谭文彬
- 天津市一名：张彭春
- 青岛市一名：杨振声

乙、依照国民参政会组织条例第三条乙项遴选者
- 蒙古四名：李永新、仓吉周威古、荣祥、何永信
- 西藏二名：喜饶嘉错、丁杰呼图克图

丙、依照国民参政会组织条例第三条丙项遴选者
- 海外侨民六名：庄西言、陈守明、李尚铭、张振帆、李清泉、周崧

丁、依照国民参政会组织条例第三条丁项遴选者
- 张君劢、甘介侯、黄炎培、颜惠庆、蒋方震、施肇基、张东荪、沈钧儒、徐谦[a]、胡适、陶希圣、左舜生、毛泽东、杨赓陶、晏阳初、李璜、曾琦、张伯苓、傅斯年、羅文幹、马君武[b]、梁漱溟、张耀曾[c]、胡文虎、陈嘉庚、陈经畲、陶玄、史良、张申府、胡健中、邓飞黄、郭任生、秦邦宪、陆鼎揆、王世颖、陈辉德、钱端升、邹韬奋、吴贻芳、陆费伯鸿、徐柏园、钱永铭、刘百闵、陈绍禹、杭立武、罗家衡、罗隆基、程希孟、卢铸、刘叔模、董必武、余家菊、陳啓天、王立明、成舍我、林祖涵、范锐、章士钊、彭允彝、朱之洪、吴玉章、喻维华[d]、梁实秋、范予遂、李圣五、刘蘅静、徐傅霖、韦卓民、钟荣光、章伯钧、谭平山、常乃惪、张奚若、张炽章、江庸、欧元怀、王云五、陈博生、杜重远、高惜冰、齐世英、王卓然、刘哲、于斌、张肖梅、周星棠、张忠绂、居励今、周览、侯树彤、溥侗、陈豹隐、任鸿隽、颜任光、张剑鸣、钱公来、郑震宇、奚伦、许德珩、邓颖超

### 第二届（1940年12月23日公布）
甲、依照国民参政会组织条例第三条甲项遴选者
- 江苏省四名：张一麐、冷遹、江恒源、张九如
- 浙江省四名：陈希豪、褚辅成、方青儒、胡健中
- 安徽省四名：光昇、马景常、梅光迪、陈铁
- 江西省四名：王又庸、王枕心、刘家树、张国焘
- 湖北省四名：孔庚、李薦廷、李廉芳、彭介石
- 湖南省四名：彭国钧、曾省斋、贺楚强、周德偉
- 四川省四名：朱之洪、胡子昂、黄肃方、陈敬修
- 河北省四名：耿毅、王啓江、刘瑶章、张爱松
- 山东省四名：孔令燦、刘次萧、王近信、吴锡九
- 河南省四名：燕化棠、王公度、王隐三、郭仲隗
- 广东省四名：金曾澄、陆宗骐、黄范一、李仙根
- 山西省三名：梁上栋、李鸿文、常乃惪
- 陕西省三名：張鳳翽、李芝亭、張守約
- 福建省三名：石磊、李黎洲、康绍周
- 广西省三名：蒙民伟、阳叔葆、蒋继伊
- 云南省三名：赵澍、胡若华、陇体要
- 贵州省三名：黄宇人、吴道安、马宗荣
- 甘肃省二名：骆力学、苏振甲
- 察哈尔省二名：张志广、席振铎
- 绥远省二名：张钦、张遐民
- 辽宁省二名：孙佩苍、马愚忱
- 吉林省二名：莫德惠、王家桢
- 新疆省二名：张元夫、郭任生
- 青海省一名：李洽
- 西康省一名：黃汝鑑
- 宁夏省一名：周士观
- 黑龙江省一名：马毅
- 热河省一名：谭文彬
- 南京市二名：陈裕光、卢前
- 上海市二名：陶百川、王志莘
- 北平市二名：陶孟和、陈石泉
- 重庆市二名：潘昌猷、胡仲实
- 天津市一名：张伯苓
- 青岛市一名：杨振声
- 西京市一名：郭英夫

乙、依照国民参政会组织条例第三条乙项遴选者
- 蒙古四名：李永新、金志超、阿福寿、苏鲁岱
- 西藏二名：罗桑札喜、丁杰

丙、依照国民参政会组织条例第三条丙项遴选者
- 海外侨民六名：陈嘉庚、陈守明、庄西言、张振帆、邝炳舜、李星衢

丁、依照国民参政会组织条例第三条丁项遴选者
- 陈其业、周炳琳、陶行知、李中襄、王造时、王冠英、喻育之、陈时、仇鳌、许孝炎、杨端六、邵从恩、张澜、杜秀升、胡石青[e]、马乘风、张竹溪、茹欲立、李元鼎、胡兆祥、秦望山、宋渊源、伍智梅、杨子毅、林虎、黄同仇、李培炎、羅　衡、王亚明、荣照、喜饶嘉错、张君劢、甘介侯、黄炎培、颜惠庆、史良、秦邦宪、陈辉德、钱瑞升、邹韬奋[f]、施肇基、张东荪、沈钧儒、陶玄、吴贻芳、陆费伯鸿、钱永铭、刘百闵、张肖梅、周星棠、张剑鸣、陈绍禹、杭立武、奚伦、罗隆基、程希孟、许德珩、刘叔模、董必武、余家菊、陳啓天、王立明、张忠绂、居励今[g]、左舜生、毛泽东、杨赓陶、成舍我、林祖涵、范锐、章士钊、彭允彝、周览、邓飞黄、晏阳初、李璜、曾琦、吴玉章、陈豹隠、梁实秋、傅斯年、范予遂、羅文幹、刘蘅静、韦卓民、锺荣光[h]、谭平山、张奚若、张炽章、王世颖、江庸、王云五、陈博生、梁漱溟、高惜冰、齐世英、王卓然、钱公来、刘哲、陈经畲、于斌、邓颖超、胡文虎、马亮、麦斯武德、张振鹭、陈陶遗、张之江、陈复光、陈源、王化一、何联奎、皮宗石、张翼枢、江一平、童冠贤、王寒生、邓召荫、萨孟武、李世璋、尹昌龄[i]、周道刚、丁基实、高廷梓、张其昀、徐炳昶、萧一山、魏元光、王晓籁、胡秋原、叶溯中、黄君迪、陈逸云、曾宝荪、钱用和、吕云章、张维祯、谢冰心

### 第三届（1942年7月27日公布）
一、依照国民参政会组织条例第三条甲项遴选者
- 四川省：黄肃方、曹叔实[j]、但懋辛、李琢仁、陈志学、彭革陈、刘明扬、朱之洪
- 湖南省：张炯、辛树帜、胡庶华、王凤喈、左舜生、赵君迈、邓飞黄、李毓尧
- 浙江省：褚辅成、陈其业、胡健中、刘百闵、江一平、何联奎、叶溯中、陈希豪
- 江苏省：张一麐[k]、冷遹、江恒源、陈源、薛明剑、顾颉刚、张维祯、萧一山
- 广东省：陆宗骐、金曾澄、黄范一、韩汉藩、陈绍贤、杨子毅、高廷梓、胡木蘭
- 安徽省：马景常、梅光迪[l]、陈铁、吴沧洲、光昇、王立明、杭立武、奚伦
- 河北省：耿毅、刘瑶章、王啓江、张爱松、张之江、魏元光、梁实秋、马洗繁
- 山东省：傅斯年、刘次箫、范予遂、孔令燦、李汉鸣、靳鹤声、丁基实、赵太侔
- 河南省：李汉珍、王公度、郭仲隗、常志箴、李名章、王隐三、刘景健、罗梦册
- 湖北省：孔庚、李薦廷、喻育之、居励今、严立三[m]、张难先、李廉方、黄建中
- 江西省：张国焘、王冠英、李中襄、何人豪、甘家馨、尹敬让、王又庸、伍毓瑞
- 陕西省：張鳳翽、李芝亭、张守约、王普涵、赵和亭、张丹屏
- 福建省：江庸、康绍周、王世颖、石磊、胡兆祥、陈博生
- 广西省：阳叔葆、黄同仇、雷沛鸿、黄钟岳、蒋继伊、林虎
- 云南省：李培炎、赵澍、张邦珍、王吉甫、杨荫南、陇体要
- 贵州省：王亚明、马宗荣、黄宇人、张定华
- 山西省：梁上栋、李鸿文、马骏、常乃惪
- 甘肃省：罗麟藻、朱贯三、张作谋、王维墉
- 辽宁省：张振鹭、高惜冰、齐世英、钱公来
- 吉林省：莫德惠、王寒生、李锡恩、刘凤竹
- 察哈尔省：张志广、席振铎、童冠贤
- 绥远省：张钦、荣照、赵厉师
- 新疆省：张元夫、郭任生、盛世骥
- 上海市：陶百川、奚玉书、陈霆锐
- 重庆市：龙文治、胡仲实、潘昌猷
- 青海省：李洽、张昌荣
- 西康市：黃汝鑑、张缉
- 宁夏省：周士观、于光和
- 黑龙江省：马毅、王宇章
- 热河省：谭文彬、毛韶青
- 南京市：陈裕光、卢前
- 北平市：陶孟和、陈石泉
- 天津市：张伯苓
- 西京市：韩兆鹗
- 青岛市：杨振声

二、依照国民参政会组织条例第三条乙项遴选者
- 蒙古：李永新、金志超、阿福寿、苏鲁岱、迪鲁瓦
- 西藏：罗桑札喜、丁杰、喜饶嘉错

三、依照国民参政会组织条例第三条丙项遴选者
- 海外侨民：谭赞、邝炳舜、何葆仁、连瀛洲、司徒美堂、许生理、林庆年、李文珍

四、依照国民参政会组织条例第三条丁项遴选者
- 邵从恩、于斌、王云五、张澜、黄炎培、王晓籁、章士钊、李璜、陈豹隐、章桐、曾琦、周道刚、晏阳初、仇鳌、皮宗石、范锐[n]、许孝炎、毛泽东、林祖涵、周览、彭允彝、杨端六、成舍我、张翼枢、秦邦宪、张君劢、钱端升、吴贻芳、钱永铭、陶玄、周炳琳、张其昀、伍智梅、邓召荫、刘蘅静、陈逸云、谭平山、陈绍禹、吕云章、邓颖超、马乘风、徐炳昶、董必武、余家菊、陈时、陳啓天、胡秋原、许德珩、程希孟、张奚若、萨孟武、谢冰心、羅　衡、李黎洲、达浦生、胡霖、唐国祯、哈的尔、许文顶、阿旺坚赞

### 第四届（1945年4月23日公布）
一、依照国民参政会组织条例第三条甲项遴者
- 四川省：刘明扬、傅常[o]、廖学章、陈铭德、但懋辛、余际唐、黄肃方、甘绩镛、朱之洪、王国源、王宁萸[p]、谢明霄[q]
- 湖南省：胡庶华、余楠秋、左舜生、刘兴、许孝炎、邱昌渭、张炯、邓飞黄、谭光、唐国祯
- 浙江省：褚辅成、胡健中、罗霞天、吴望伋、叶溯中、赵舒、陈其业、朱惠清、骆美奂、刘百闵、许绍棣[r]
- 广东省：黄范一、陈绍贤、陆宗骐、韩汉藩、何春帆、邹志奋、刘宪英、官禕、王若周、张良修、沈之敬[s]
- 安徽省：马景常、光昇、陈铁、常恒芳、奚伦、翟纯、刘啓瑞、金维系、吴沧州、刘真如、许世英[t]
- 山东省：范予遂、刘次箫、傅斯年、孔令燦、丁基实、庞镜塘、王立哉、赵雪峰、王仲裕、赵公鲁、李郁庭[u]
- 河南省：王隐三、張金鑑、燕化棠、李汉珍、刘景健、田培林、张雨生、翟仓陆、王芸青、姚廷芳、蔡芷生[v]
- 湖北省：李薦廷、李四光、孔庚、杨一如、石信嘉、张难先、喻育之、饶凤璜、黄建中、刘叔模、王孟鄰[w]
- 江西省：张国焘、李中襄、王冠英、王又庸、甘家馨、熊在渭、王枕心、王德舆、吴健陶、杨不平、胡运鸿[x]、齐振兴[y]
- 江苏省：冷遹、江恒源、陈源、薛明剑、顾颉刚、张维祯、萧一山、汪宝瑄、于锡来[z]
- 河北省：耿毅、刘瑶章、张之江、王啓江、魏元光、马洗繁、何基鸿、王化民、崔震华[aa]、燕树棠[ab]
- 陕西省：張鳳翽、高文源、李芝亭、张丹屏、赵和亭、张守约、王维之、杨大乾、吴云芳[ac]
- 福建省：石磊、康绍周、李钰、林学渊、叶道渊、梁龙光、江庸、郑揆一、黄诰[ad]
- 广西省：黄锺岳、林虎、雷沛鸿、阳叔葆、苏希洵、蒋培英、程思远、廖竞天
- 云南省：李培炎、范承枢、嚴錞、李鑑之、赵澍、陈赓雅、张邦珍、伍纯武
- 贵州省：王亚明、黄宇人、张定华、周素园、商文立、尹述贤
- 甘肃省：寇永吉、何与参、段焯、张作谋、陆锡光、马元凤、王萱正[ae]、王锡庚[af]
- 山西省：梁上栋、李鸿文、武肇煦、潘连茹、李培德[ag]、劉傑[ah]、武誓彭[ai]、张一善[aj]
- 辽宁省：高惜冰、张振鹭、钱公来、齐世英、王化一[ak]、马愚忱[al]
- 吉林省：李锡恩、王寒生、张潜华、陈纪滢、崔垂言[am]
- 新疆省：哈的尔、刘文龙、桂芬、乌马尔
- 重庆市：潘昌猷、邓华民、胡仲实、陈介生
- 察哈尔省：张志广、乔廷琦、李毓田
- 绥远省：焦守显、苏珽、李树茂、张登鳌[an]
- 上海市：奚玉书、陈霆锐、陶百川、金振玉[ao]、蒋建白[ap]
- 青海省：李洽、马腾云、李德渊
- 西康省：张缉、黃汝鑑、格桑泽仁[aq]、孙汝坚[ar]、甲琦格西[as]
- 宁夏省：马兆琦、于光和、周生祯、白建民[at]、强斌[au]
- 黑龙江省：马毅、王宇章、杜苟若[av]
- 热河省：谭文彬、王維新、李培国[aw]
- 安东省：刘博崑[ax]、包一民[ay]、顾耕野[az]
- 松江省：韩春喧[ba]
- 辽北省：金崇伟[bb]
- 合江省：刘明侯[bc]、陈范[bd]
- 嫩江省：富保昌[be]
- 兴安省：卓仁托布[bf]、王济舜[bg]
- 台湾省：林忠[bh]、林宗贤[bi]、羅萬俥[bj]、林献堂[bk]、吴鸿森[bl]、林茂生[bm]、杜聪明[bn]、陈逸松[bo]
- 南京市：陈裕光、章桐[bp]、陈耀东[bq]
- 北平市：陶孟和、陈石泉
- 天津市：张伯苓
- 青岛市：张乐古、侯圣麟[br]
- 西京市：韩兆鹗
- 大连市：王洽民[bs]、汪渔洋[bt]
- 哈尔滨市：孙桂籍[bu]

二、依照国民参政会组织条例第三条乙项遴选者
- 蒙古：迪鲁瓦、李永新、金志超、齐木棍旺札勒拉卜旦、荣照
- 西藏：罗桑札喜、阿旺坚赞、拉敏益喜楚臣

三、依照国民参政会组织条例第三条丙项遴选者
- 海外侨民：邝炳舜、何葆仁、司徒美堂、连瀛洲、林庆年、李文珍、陈荣芳、馮燦利

四、依照国民参政会组织条例第三条丁项遴选者
- 邵从恩、于斌、王云五、张澜、黄炎培、王晓籁、章士钊、李璜、陈豹隐、曾琦、周道刚、晏阳初、仇鳌、范锐、毛泽东、林祖涵、周览、杨端六、成舍我、张翼枢[bv]、秦邦宪[bw]、张君劢、钱端升、吴贻芳、钱永铭、陶玄、周炳琳、张其昀、伍智梅、刘蘅静、陈逸云、谭平山、陈绍禹、吕云章、邓颖超、马乘风、徐炳昶、董必武、余家菊、陳啓天、胡秋原、许德珩、程希孟、张奚若、萨孟武、谢冰心、羅　衡、达浦生、胡霖、许文顶、胡适、莫德惠、梁实秋、常乃惪、陈博生、彭革陈、杨振声、江一平、胡木兰、王世颖[bx]、葛敬恩[by]、王普涵、席振铎、郭任生、喜饶嘉错、何鲁之、郑振文[bz]、周谦冲、周恩来、吴玉章、卢广声、梁漱溟、章伯钧、冷曝东、端木愷、吴蕴初、陳任
- 1947年3月增补国民参政会参政员：张善与、黄渊伟、冯云仙、王隽英、凌子惟、宋宜山、徐警予、王冬珍、万武棨、方少云、侯天民、张子柱、林可璣、魏时珍、段慎修、邱椿、姜蕴刚、何仲愚、李益清、池在青、萧笠云、程崇道、沙彦楷、张肖梅、冯今白、杨毓滋、杨汉扬、万鸿图、汪崇屏、黄荫莱、陳璇珍、刘中一、魏际青、艾时、王泽民、温良儒、孔德成、邹树文、溥儒、潘朝英、张蔼真、孙绳武、谢娥、乔嘉甫、郑林宽、翁福清、谢泽国、邵培之